# マット・ギャメル
マシュー・ローレンス・ギャメル（Mathew "Mat" Lawrence Gamel, 1985年7月26日 - ）は、 アメリカ合衆国・フロリダ州デュバル郡ジャクソンビル出身の元プロ野球選手（三塁手、一塁手）。右投左打。
同じくプロ野球選手のベン・ギャメルを弟に持つ。

## 経歴
2005年にMLBドラフト4巡目（全体115位）でミルウォーキー・ブルワーズから指名され、6月7日に契約。
2008年9月1日にメジャーに昇格し、3日のニューヨーク・メッツ戦でメジャーデビュー。代打として出場したが三振に倒れた。次も代打出場してメジャー初安打となる二塁打を放った。同年はこの2試合の出場に終わった。
2009年5月18日には、セントルイス・カージナルス戦でカイル・ローシュからメジャー初本塁打を放ったが、その試合でエラーも記録した。
2012年5月22日、前十字靱帯損傷のため手術を行い、残りのシーズンを全休した。
2013年も前年の手術の影響で全休となる。10月3日にウェイバー公示を経てシカゴ・カブスへ移籍したが、12月2日にFAとなった。12月13日にアトランタ・ブレーブスとマイナー契約を結んだが、2014年2月18日に放出された。
2015年3月6日にニューヨーク・ヤンキースとマイナー契約を結ぶが、14日に解雇となり、31日に独立リーグ・アトランティックリーグのサマセット・ペイトリオッツと契約。9月1日に解雇となる。

## 詳細情報

### 背番号
- 24（2008年 - 2012年）